# Lhota u Vsetína
Lhota u Vsetína település Csehországban, Vsetíni járásban. Lhota u Vsetína Vsetín, Ústí, Ratiboř, Liptál, Leskovec és Seninka településekkel határos. Lakosainak száma 791 fő (2024. január 1.).

## Népesség
A település lakosságának változását az alábbi diagram mutatja:
| Lakosok száma | 721  | 749  | 850  | 862  | 795  | 725  | 786  | 789  | 790  | 791  |
|               | 1869 | 1890 | 1921 | 1950 | 1980 | 2001 | 2017 | 2019 | 2022 | 2024 |